# Jamie Brittain
Jamie Brittain (Edimburgo, 14 agosto 1985) è uno sceneggiatore scozzese, figlio di Bryan Elsley, noto soprattutto per essere stato co-creatore di Skins, teen drama della rete inglese E4. Nell'aprile 2011 ha annunciato di aver abbandonato la serie.